# Znameanka, Karlivka
Znameanka (în ucraineană Знаменка) este un sat în comuna Biluhivka din raionul Karlivka, regiunea Poltava, Ucraina.

## Demografie
Componența lingvistică a localității Znameanka
     Ucraineană (94,44%)
     Rusă (5,56%)
Conform recensământului din 2001, majoritatea populației localității Znameanka era vorbitoare de ucraineană (94,44%), existând în minoritate și vorbitori de rusă (5,56%).